# Stizus bipunctatus
Stizus bipunctatus  (лат.) — вид песочных ос из подсемейства Bembicinae (триба Stizini). Греция, Румыния, Болгария, Турция. Украина, Казахстан, Средняя Азия. Иран, Афганистан. Длина тела 15—19 мм. Тергиты брюшка с прерванными жёлтыми перевязями. Усики самок 12-члениковые (у самцов состоят из 13 сегментов). Внутренние края глаз субпараллельные (без выемки). Брюшко сидячее (первый стернит брюшка полностью находится под тергитом). В переднем крыле три кубитальные ячейки. Гнездятся в земле. Вид был впервые описан в 1856 году английским энтомологом Фредериком Смитом (1805—1879) под первоначальным названием Larra bipunctatus F. Smith, 1856
.